# Estación de Alvarado

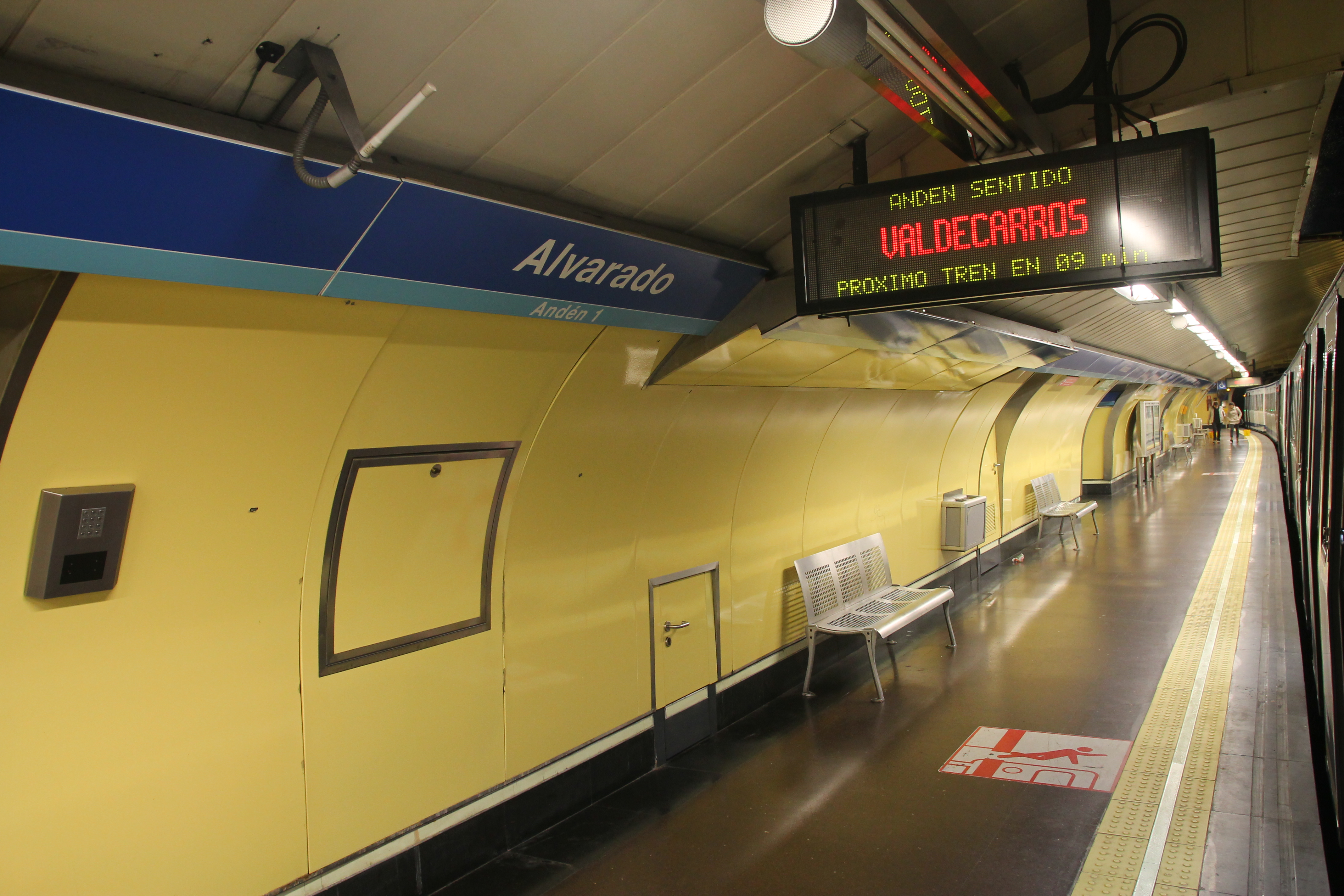
Andén de la estación

Alvarado es una estación de la línea 1 del Metro de Madrid (España) situada bajo la calle de Bravo Murillo, entre los cruces de esta vía con las calles Juan Pantoja y Alvarado en una de sus salidas y las calles Palencia y Jaén en la otra, en el distrito de Tetuán. Recibe su nombre de la calle de Alvarado, dedicada al conquistador español Pedro de Alvarado, capitán de Hernán Cortés.

## Historia
La estación se abrió al público el 6 de marzo de 1929, en la prolongación de la línea 1 al entonces barrio de Tetuán de las Victorias. A lo largo de los años 60 se reformó para ampliar los andenes de 60 a 90 m.
Desde el 3 de julio de 2016, la estación permaneció cerrada por obras de mejora de las instalaciones en la línea 1 entre las estaciones de Plaza de Castilla y Sierra de Guadalupe. La finalización de las obras estaba prevista para el 12 de noviembre de 2016, sin embargo, la estación fue reabierta el 14 de septiembre, al finalizarse los trabajos y restablecerse el servicio en los tramos Plaza de Castilla-Cuatro Caminos y Alto del Arenal-Sierra de Guadalupe. En estos dos tramos, los trabajos realizados consistieron en la limpieza y consolidación del túnel, la instalación de la catenaria rígida y el montaje del resto de instalaciones y servicios.

## Accesos
Vestíbulo Alvarado
- Bravo Murillo, impares C/ Bravo Murillo, 135
- Bravo Murillo, pares C/ Bravo Murillo, 136

La estación no es accesible para personas con movilidad reducida, de hecho no posee ni ascensores ni escaleras mecánicas, lo que hace imposible la utilización por dichos usuarios.

## Líneas y conexiones

### Metro
| << cabecera        | < estación | línea | estación >     | cabecera >> |
| ------------------ | ---------- | ----- | -------------- | ----------- |
| Pinar de Chamartín | Estrecho   |       | Cuatro Caminos | Valdecarros |

### Autobuses
| Diurnos   |                  |                                       |
| Línea     | Destino          | Parada                                |
| 3         | San Amaro        | 1568 ALVARADO (C/ Bravo Murillo, 122) |
| 64        | Pitis            | 1568 ALVARADO (C/ Bravo Murillo, 122) |
| 66        | Fuencarral       | 1568 ALVARADO (C/ Bravo Murillo, 122) |
| 124       | Lacoma           | 1568 ALVARADO (C/ Bravo Murillo, 122) |
| 128       | Barrio del Pilar | 1568 ALVARADO (C/ Bravo Murillo, 122) |
| 3         | Puerta de Toledo | 1600 ALVARADO (C/ Bravo Murillo, 119) |
| 64        | Cuatro Caminos   | 1600 ALVARADO (C/ Bravo Murillo, 119) |
| 66        | Cuatro Caminos   | 1600 ALVARADO (C/ Bravo Murillo, 119) |
| 124       | Cuatro Caminos   | 1600 ALVARADO (C/ Bravo Murillo, 119) |
| 128       | Cuatro Caminos   | 1600 ALVARADO (C/ Bravo Murillo, 119) |
| Nocturnos |                  |                                       |
| Línea     | Destino          | Parada                                |
| N23       | Montecarmelo     | 1568 ALVARADO (C/ Bravo Murillo, 122) |
| N23       | Cibeles          | 1600 ALVARADO (C/ Bravo Murillo, 119) |